# Burr Oak Township (comté de Winneshiek, Iowa)
Pour les articles homonymes, voir Burr Oak Township.
Burr Oak Township est un township, du comté de Winneshiek en Iowa, aux États-Unis.